# Emil Lyng
Emil Lyng (Kolding, 3 augustus 1989) is een Deens profvoetballer. De aanvaller staat sinds 2013 onder contract bij Esbjerg fB. Voordien speelde hij onder meer voor Lille OSC, SV Zulte-Waregem en FC Nordsjælland.